# 松元信太朗
松元 信太朗（まつもと しんたろう、1959年〈昭和34年〉10月24日 - ）は、日本の俳優。東京都出身。Goenpro所属。旧芸名は山本 太郎、池谷 太郎。

## 出演

### テレビドラマ
- 暴れん坊将軍（テレビ朝日）
  - 暴れん坊将軍II 第157話「天晴れ! 赤穂の竹光夫婦」（1986年6月21日） - 金沢 役
  - 暴れん坊将軍III 第36話「魔性の女の涙雨」（1988年10月1日） - 初太郎 役、第97話「対決! 三人の白頭巾」（1990年3月10日） - 幸吉 役
  - 暴れん坊将軍IV 第12話「血ぬられた折鶴」（1991年7月6日） - 高岡清四郎 役、第70話「献上雪が飛び散った」（1992年9月26日） - 駒吉 役
  - 暴れん坊将軍V 第14話「めおと春秋、涙に夢灯り」（1993年7月24日） - 沢井小五郎 役、第34話「争奪! 石田三成の密書」（1994年1月29日） - 清水圭吾 役
  - 暴れん坊将軍VI 第10話「大喧嘩! め組対定火消し」（1995年） - 番頭・政次 役、第30話「愛と復讐の演目鏡」（1995年） - 与力・藤川 役
  - 暴れん坊将軍VII（1996年7月13日 - 1997年1月25日） - 御庭番・桐原佐助 役
- 『山河燃ゆ』（1984年、NHK） - 浅田初年兵 役
- 『奇兵隊』（1989年12月30日-31日、日本テレビ） - 赤根武人 役
- 『戦国乱世の暴れん坊 齋藤道三 怒涛の天下取り』（1991年1月3日、テレビ朝日） - 木下藤吉郎 役
- TBSドラマスペシャル『華麗なるぺテン師』（1991年8月5日、TBS） - 片岡 役
- 土曜ワイド劇場『こちら禅寺探偵局』「千社札連続殺人事件！」（1996年5月4日、テレビ朝日） - 大橋光明 役
- 『殿さま風来坊隠れ旅』 第4話「日本一の殿様宣言」（1994年4月23日、テレビ朝日） - 永瀬数馬 役
- 『元禄太平記　忠臣蔵討入りの助っ人たち』（1995年10月7日、テレビ朝日） - 金太 役
- 時代劇スペシャル『清水次郎長物語』（1995年3月3日、フジテレビ） - 由蔵 役

### 映画
- 『零戦燃ゆ』（1984年8月11日、東宝） - 柳谷健二飛兵長 役

### テレビ番組
- 『幸せ!ボンビーガール』いっこく堂の再現ドラマ（日本テレビ） - 劇団長 役
- 『爆報! THEフライデー』岡寛恵の再現ドラマ（TBS） - 映画監督 役
- 『くりぃむしちゅーの知れば知るほどスゴイ人』（日本テレビ） - 山田重雄監督 役

### CM
- H&M
- UNIQLO ULD
- NTTドコモ お義父さん篇 - 料理人 役

### 舞台
- 『歌こそ我がいのち』（新橋演舞場） - 東海林和樹 役
- 『おかめ・ひょっとこ捕物帖』（新宿コマ劇場） - 大工見習い新吉 役
- 『六人の暗殺者』（紀伊国屋ホール） - 官軍兵 役
- 『新・平家物語』（明治座） - 平時忠 役
- 『いのちある日に』（紀伊国屋ホール） - 大友基 役
- 『さわやか武士道』（新宿コマ劇場） - 本多九十郎 役
- 『わが剣熱砂を染めよ』（明治座） - ケレイト兵 役
- 『鹿鳴館』（明治座） - 清原久雄 役
- 『次男坊鴉』（御園座） - 利吉 役
- 『風と共に去りぬ』（帝国劇場） - アンサンブル
- 『暴れん坊将軍 母恋歌鹿児島の決闘』（明治座） - 御庭番・木葉才蔵 役
- 『暁の城』（新歌舞伎座） - 新井久馬 役
- 『王様と私』（中日劇場） - 楽士 役
- 『人斬り半次郎』（肥後座） - 中村半次郎 役
- 『上州土産百両首』（新歌舞伎座） - 権太郎 役
- 『チンギスハーン日中国交20周年記念』（北京・21世紀劇場） - ケレイト兵 役
- 『壊機』（沖縄コンベンションホール） - 対馬六郎 役
- 『アユタヤの星』（明治座） - 渡辺俊助 役
- 『花隠密』（新歌舞伎座） - 島倉文蔵 役
- 『素浪人月影兵庫』（御園座） - 亘新之助 役
- 『スカーレット』（帝国劇場） - ティモシー 役
- 『暴れん坊将軍』（明治座） - 桐原佐助 役
- 『新撰組あと始末紀』（博品館劇場） - 土方歳三 役
- ニューヨークジャパンフェスティバル（N.Yカーネーギーホール） - 若衆 役
- 『THE SAMURAI』（六本木ヴェルファーレ） - SAMURAI TARO 役
- 全米桜祭りワシントンDC（ケネディーセンター） - SAMURAI TARO 役
- 『SAMURAI TARO &TAIKO MIKI』（ドイツ文化会館） - SAMURAI TARO 役
- 『鞍馬天狗」（博品館劇場） - 月形半平太 役